# Palpita javanica
Palpita javanica là một loài bướm đêm trong họ Crambidae.